# Serafín Estébanez Calderón
Serafín Estébanez Calderón, también conocido por el seudónimo de «el Solitario» (Málaga, 27 de diciembre de 1799-Madrid, 5 de febrero de 1867), fue un escritor costumbrista, poeta, crítico taurino, historiador, arabista, flamencólogo y político español. Destaca de su copiosa producción Escenas andaluzas (1846).

## Biografía
Serafín Estébanez Calderón, nacido el 27 de diciembre de 1799 en Málaga, hijo de Francisco Estébanez y de María Calderón, descendía de familia económicamente modesta, pero al parecer linajuda. Vivió en Málaga su niñez y juventud, pero al morir sus padres, siendo él de muy escasa edad, fue recogido por unos tíos que le dieron una esmerada educación en el colegio de Antonio Recalde, quien le inclinó seguramente hacia las letras; allí tuvo por condiscípulos a los luego también ilustres Andrés Borrego, que sería su amigo hasta el fin de sus días, y Antonio de Miguel.
Estébanez Calderón marchó a Granada para estudiar Leyes y Humanidades en su universidad y, muy joven todavía, en 1819, logró la cátedra de griego de la misma. El 15 de octubre de 1822 se incorporó como abogado al colegio de Málaga y poco después gana por oposición la cátedra de retórica del seminario de la misma ciudad. Identificado con el liberalismo, tuvo que refugiarse en Gibraltar en 1824 cuando España fue invadida por los Cien Mil Hijos de San Luis; logró, sin embargo, «purificarse», como se decía en la época, es decir, pasar juicio de antecedentes políticos, y regresó en 1825 a España matriculándose como abogado en Granada y abriendo bufete en Málaga. En 1830 marchó a Madrid e inició bajo el pseudónimo «El Solitario en acecho», que luego abreviaría a «El Solitario», sus colaboraciones en el Correo Literario y Mercantil; sus posturas liberales ya eran bastante tibias y poco comprometidas, y se fueron desvaneciendo con el tiempo.
Publicó algunas poesías bajo el pseudónimo de «E. Sefinaris» que recogió en las Poesías (1831). En julio de 1831 fundó junto a Ramón de Mesonero Romanos la revista literaria Cartas Españolas, donde publicaría numerosos poemas, bocetos costumbristas y reseñas bibliográficas. En febrero de 1833 Estébanez fue nombrado redactor del Boletín que editaba la Junta de Comercio y el 17 de noviembre del mismo año el ministro de Fomento, Francisco Javier de Burgos le nombró redactor principal y director del Diario de la Administración y le encargó traducir los Principios de administración de Charles Jean Bonnin.
En 1834 el general Antonio Remón Zarco del Valle le nombró auditor general del Ejército del Norte y participó en varios combates de la primera guerra carlista, formando parte del ejército de José Ramón Rodil y Gayoso y posteriormente del de Luis Fernández de Córdova, por los cuales se le dieron la Cruz de San Fernando y la cruz especial de Mendigorría. En diciembre de 1835 se le nombró jefe político de Logroño e inició por entonces sus estudios de lengua árabe, según testimonia la correspondencia que intercambió con Pascual de Gayangos y Arce. En 1837 obtuvo la cátedra de árabe del Ateneo de Madrid, pero tuvo que dejarla para ir al nuevo cargo de jefe político de Cádiz y posteriormente de Sevilla en 1838.
Publicó algunos poemas en el Observatorio Pintoresco, revista en la que también colaboraba su amigo Luis de Usoz; editó en una colección de novelas patrocinada por este último su novela Cristianos y moriscos (1838), dentro de la estética del Romanticismo. El mismo año fundó en Sevilla el Museo de Pintura y Escultura y la Biblioteca Provincial. El 23 de enero de 1839 casó con la malagueña Matilde Livermore y Salas, que inspiró su poesía amorosa posterior; de ella tuvo un hijo, Serafín, ese mismo año; este matrimonio impulsó su carrera política, pues a través de su mujer él emparentó con el famoso financiero José de Salamanca y Mayol, y desde entonces fue diputado de las Cortes en diversas legislaturas y académico de la Real Academia de la Historia, ministro, consejero de Estado y senador. Estos cargos le permitieron desarrollar también una importante faceta como coleccionista y bibliófilo.
El 21 de agosto de 1856 murió su esposa. Será nombrado consejero real en noviembre de 1856 y consejero de Estado tres años más tarde. Murió el 5 de febrero de 1867 y está enterrado en el cementerio de San Isidro. A su muerte su biblioteca particular, una de las más nutridas y valiosas de su época, pasó al Ministerio de Fomento; en 1873 fue trasladada a la Biblioteca Nacional.

## Obra
Como periodista le atrajo también la crítica taurina, que ejerció sobre todo en El Correo Nacional y en El Espectador. Contribuyó también con «La feria de Mairena» a España artística y monumental y con «La celestina» a Los españoles pintados por sí mismos. Su estilo es muy elaborado, de largos periodos y léxico muy amplio y escogido, con resonancias de los clásicos. Se caracteriza por su riqueza folclórica, su abundancia en voces y giros castizos y por su excesiva verbosidad, que es en parte producto de una observación detallista y prolija de la realidad. En su obra capital, Escenas andaluzas (1846), siempre más preocupado por el esteticismo de la expresión, que por el contenido, defiende hasta la exageración las costumbres y tipos de su tierra. Sí es importante el conjunto de datos que ofrece sobre los primeros cantaores del cante jondo, Fillo y Planeta, lo que le sitúa entre los primeros flamencólogos. De su amplia colección de artículos costumbristas, pueden citarse, casi al azar, Un baile en Triana, La feria de Mairena, Las gracias y donaires de Manolito Gázques o Pulpete y Balbeja. De su época de militar durante la primera guerra carlista dejó versos sentimentales como los de «La golondrina» y una Historia de la infantería española.
Se poseen muchos datos biográficos de él gracias a la biografía realizada por su sobrino, el escritor y político Antonio Cánovas del Castillo, con el título El Solitario y su tiempo. Biografía de D. Serafín Estébanez Calderón (Madrid, 1883, 2 vols.), biografía revisada y ampliada en 1955 por Jorge Campos con el título Vida y obra de D. Serafín Estébanez Calderón.